# Coahuayana de Hidalgo
Coahuayana de Hidalgo es una localidad al suroeste del estado de Michoacán, cabecera del municipio homónimo. Su distancia de la capital del estado es de 282 km.

## Toponimia
El nombre «Coahuayana», de origen náhuatl, se interpreta como ‘lugar donde abundan los árboles y calabazas’ por resultar de la combinación de los vocablos coahuitl y ayotl que se traducen como ‘árbol’ y ‘calabaza’ respectivamente, y acan/a que es ‘lugar de abundancia’.El complemento «de Hidalgo» recuerda a Miguel Hidalgo y Costilla, destacado militar durante la Guerra de Independencia, reconocido en México como el «Padre de la Patria».
Otra versión explica que el nombre más antiguo de la población es Tacoanayna,Tlaguahuallana o Tlacuahuallana, escrita así en la Relación de Tlacuahuallana de 1525 y en la Relación de Iztlahuacán y sus pueblos de 1778. Partiendo de ahí y descomponiendo etimológicamente la palabra y traduciéndola en tlaco ‘comida’, nana ‘abuelita’ y nayna ‘bruja’; se puede decir Tlacoanayna ‘donde come la abuelita bruja’; y como el nahuatl es ideológico silábico puede interpretarse como ‘donde se cobran los impuestos’ o ‘ciudad’.[cita requerida] En todos los sitios donde existe lugares arqueológicos en los letreros se inicia como Tlacoanaina ‘ciudad’, dato que se puede comprobar.

## Historia
Coahuayana de Hidalgo adquirió su estatus de cabecera municipal en 1968, a raíz de una decisión administrativa que estableció la creación del nuevo ejido urbano y trasladó allí las funciones administrativas. A partir de entonces la antigua sede, conocida como Coahuayana Viejo, permanece como un centro urbano con carácter de tenencia.

## Población
Cuenta con 5886 habitantes, lo que representa un decrecimiento promedio de -2.2 % anual en el período 2010-2020 sobre la base de los 7307 habitantes registrados en el censo anterior. Ocupa una superficie de 4.121 km², lo que determina al año 2020 una densidad de 1428 hab/km².
| Gráfica de evolución demográfica de Coahuayana de Hidalgo entre 2000 y 2020 |
|                                                                             |
| Fuente: Instituto Nacional de Estadística Geografía e Informática           |

En el año 2010 estaba clasificada como una localidad de grado medio de vulnerabilidad social.
La población de Coahuayana de Hidalgo está mayoritariamente alfabetizada (5.52 % de personas analfabetas al año 2020) con un grado de escolarización superior a los 8 años. Solo el 2.45 % de la población se reconoce como indígena.